# Славі Тріфонов
Станіслав Тодоров Тріфонов (нар. 18 жовтня 1966, Плевен) — болгарський співак, телеведучий і політичний діяч. Засновник партії «Є такий народ», яка набрала 17,66 % голосів на парламентських виборах у Болгарії у квітні 2021 року і посіла друге місце, засновник і фронтмен музичного гурту «Ку-Ку Бенд», власник телеканалу 7/8 TV.

## Біографія

### Ранні роки
Славі Тріфонов народився 18 жовтня 1966 року в місті Плевен. Його батько походив із села Горішня Митрополія і був молодшою дитиною у сім'ї; мати, Здравка, провела своє дитинство в Тодорово. Батьки виховували сина в строгості і намагалися робити акцент на його освіті. Сам Славі, однак, описує своє дитинство як один із найсумніших періодів його життя: тоді у нього практично не було друзів і він зовсім себе не любив; єдиною близькою людиною хлопчика була його старша сестра Петя. Діти здобули хорошу освіту, вчилися на хороші оцінки. У ранньому віці Славі навіть став старостою класу, проте,  залишався дуже закритою людиною, часто бився і був об'єктом знущань із боку однолітків. Більшу частину вільного часу він любив проводити за книгами.
У дитинстві Славі прийняли до музичного училища; там його помітило партійне керівництво і запропонувало стати комсомольським секретарем, на що хлопчик відповів згодою. Наприкінці першого навчального року його відправили в піонерський табір на території парку «Кайлика», де він, хоч і залишався закритою людиною і відчував себе досить ніяково, ухвалив рішення взяти участь у «вечорі талантів», на якому були представлені різні загони. Озвучивши кілька завчених анекдотів, Славі, на свій подив, отримав позитивну реакцію серед відпочивальників: його навіть викликали на біс. Сам телеведучий визначає цей момент як переломний у його житті, адже саме тоді йому відкрилися почуття і життя оточення, що згодом дозволило досягти успіху.
Славі Тріфонов закінчив спочатку музичне училище з класу альт, а потім і Болгарську державну консерваторію в Софії.

### Музична кар'єра
Починаючи з 1993 року, Славі Тріфонов спільно зі своєю групою «Ку-Ку Бенд» випустив двадцять два альбоми і понад трьохсот пісень. Багато гастролював по країні, поїхав у тур США і Канадою 2010 року, виступав і в Західній Європі. Утримує рекорд серед болгарських виконавців за кількістю глядачів на концерті: 25 вересня 2015 року його виступ на стадіоні «Васила Левського» відвідали понад 70 000 осіб. Має безліч дуетів, в тому числі з грецької виконавицею Оленою Папарізу, яка 2005 року перемогла на міжнародному пісенному конкурсі «Євробачення».
Того ж року спробував представити Болгарію на конкурсі й Славі. У дуеті із Софі Мариновою він мав був виконати пісню «Единствени», однак, коли дійшла їхня черга виступати на сцені, виконавець відмовився співати і виступив з емоційною промовою щодо накрутки голосів за їхніх головних конкурентів на національному відборі — групу «Kaffe». За заявою Славі, зі ста SIM-карт за них віддали не менше 60 000 голосів, і вся ця операція обійшлася зловмисникам у 50 000 левів.

### Політична кар'єра
Після участі акторського складу шоу «Каналето» в протестах проти уряду болгарського прем'єр-міністра Жана Виденова, при якому країна опинилася в стані гіперінфляції, протягом довгого часу Славі Тріфонов викладав свою громадянську позицію щодо актуальних питань у Болгарії в ефірі телепередачі «Шоутен на Слави».
2015 року він став головою ініціативної групи з проведення референдуму щодо політичної системи країни, що складається із шести питань. До комітету, крім того, увійшла низка сценаристів програми «Шоуто на Слави». Згодом питання на референдумі через відповідне рішення ЦВК Болгарії були скорочені вдвічі, а сам він відбувся 6 листопада 2016 року. Його підсумки, однак, так і не були прийняті у зв'язку з непроходженням необхідного порогу явки на голосування.

## Дискографія
| - Ръгай чушки в боба (1993) - Шат на патката главата (1994) - Рома ТВ (1994) - Жълта книжка (1995) - Хъшове (1996) - Каналето — The best (1997) - Едно ферари с цвят червен (1997) - Франция, здравей (1998) - Девети трагичен (1998) - Вавилон (1998—1999) - Няма не искам (1999) - Часът на бенда (2000) | - Новите варвари (2001) - The best (2002) - Vox populi (2002) - Prima патриот (2004) - И оркестъра да свири (2005) - Ние продължаваме (2007) - No Mercy (2008) - Македония (2010) - Един от многото (2012) - Има такъв народ (2017) - Песни за българи (2018) |

## Відеокліпи
| Рік  | Кліп                            | Альбом                    |
| ---- | ------------------------------- | ------------------------- |
| 1994 | «Дулсинея»                      | Шат на патката главата    |
| 1994 | «Шъ та праа да умиргаш»         | Шат на патката главата    |
| 1994 | «Шат на патката главата»        | Шат на патката главата    |
| 1994 | «Тупан текно»                   | Шат на патката главата    |
| 1994 | «Рокендрол на падашите бабички» | Шат на патката главата    |
| 1996 | «Гергьовден»                    | Рома ТВ                   |
| 1996 | «Тайсън кючек»                  | Хъшове                    |
| 1997 | «Едно ферари с цвят червен»     | Едно ферари с цвят червен |
| 1998 | «Студио Хъ»                     | Девети трагичен           |
| 1999 | «Не ме моли»                    | Няма не искам             |
| 1999 | «Няма не искам»                 | Няма не искам             |
| 1999 | «Сафари»                        | Няма не искам             |
| 2000 | «Ела, ела»                      | Часът на бенда            |
| 2000 | «Стоп! Забрави за правилата»    | Часът на бенда            |
| 2001 | «Бедните не могат да скачат»    | Новите варвари            |
| 2001 | «Жива рана»                     | Новите варвари            |
| 2002 | «Йовано, Йованке»               | Vox populi                |
| 2002 | «Реквием за една мръсница»      | Vox populi                |
| 2002 | «Funk Off»                      | Vox populi                |
| 2003 | «Why»                           | без альбому               |
| 2004 | «Не, не и не»                   | Prima патриот             |
| 2004 | «Bolero»                        | Prima патриот             |
| 2004 | «Вечерай Радо»                  | Prima патриот             |
| 2005 | «Йордановден»                   | И оркестъра да свири      |
| 2005 | «Единствени»                    | И оркестъра да свири      |
| 2005 | «И без теб»                     | И оркестъра да свири      |
| 2005 | «100 SMS-а»                     | И оркестъра да свири      |
| 2006 | «Само мен»                      | Ние продължаваме          |
| 2007 | «Любовта е отрова»              | Ние продължаваме          |
| 2007 | «Нещо лично»                    | Ние продължаваме          |
| 2007 | «Жестока»                       | Ние продължаваме          |
| 2007 | «Едно ченге»                    | Ние продължаваме          |
| 2007 | «Кажи на майка си»              | Ние продължаваме          |
| 2008 | «Малко сръбско»                 | No Mercy                  |
| 2008 | «Минах ли те»                   | No Mercy                  |
| 2008 | «No Mercy»                      | No Mercy                  |
| 2009 | «Дявол»                         | No Mercy                  |
| 2009 | «Не, Мария»                     | No Mercy                  |
| 2010 | «По ръба»                       | Един от многото           |
| 2010 | «Нема такава държава»           | без альбому               |
| 2010 | «Пружината»                     | Един от многото           |
| 2011 | «Море сокол пие»                | Македония                 |
| 2012 | «Да, да да»                     | без альбому               |
| 2012 | «Куче и котка»                  | Един от многото           |
| 2012 | «Ти си»                         | Един от многото           |
| 2012 | «Нирвана кючек»                 | Един от многото           |
| 2012 | «Един от многото»               | Един от многото           |
| 2012 | «Време за глупости»             | Един от многото           |
| 2016 | «Бягай»                         | Има такъв народ           |
| 2016 | «No Mercy»                      | No Mercy                  |
| 2016 | «Аз съм твоят мъж»              | Има такъв народ           |
| 2016 | «Вярвам в чудеса»               | Има такъв народ           |
| 2017 | «Тя»                            | Има такъв народ           |
| 2017 | «Господ ни обича»               | без альбому               |
| 2017 | «Лош човек с добри намерения»   | без альбому               |
| 2018 | «Гледай как се прави»           | без альбому               |
| 2018 | «Затова»                        | без альбому               |
| 2018 | «Едно Ферари модел 2019»        | без альбому               |
| 2019 | «Краят на света»                | без альбому               |
| 2019 | «Едно ми е такова»              | без альбому               |
| 2020 | «Заедно»                        | без альбому               |
| 2020 | «Вечерай Радо»                  | без альбому               |
| 2020 | «Ти си»                         | Един от многото           |
| 2021 | «Изкушение»                     | без альбому               |

1. 1 2  Strazha.bg